# Aleksandra Perišić
Aleksandra Perišić (ur. 2 lipca 2002 w Belgradzie) – serbska zawodniczka taekwondo, medalistka olimpijska z Paryża (2024).

## Życiorys
Urodziła się 2 lipca 2002 roku w Belgradzie, stolicy Serbii. W 2022 roku zdobyła srebrny medal na mistrzostwach świata w Guadalajarze.
W 2024 roku reprezentowała Serbię w Letnich Igrzyskach Olimpijskich 2024, gdzie w rywalizacji zawodniczek taekwondo do 67 kilogramów zdobyła srebrny medal, ulegając w finale zawodniczce Węgier Vivian Márton.